# Bộ Tham mưu, Quân chủng Hải quân Việt Nam
Bộ Tham mưu trực thuộc Quân chủng Hải quân thành lập ngày 24 tháng 1 năm 1959 là cơ quan chỉ huy, tham mưu của Quân chủng Hải quân, đặt dưới sự lãnh đạo toàn diện của Đảng ủy Quân chủng Hải quân, trực tiếp là sự lãnh đạo của Đảng ủy Bộ Tham mưu và chỉ huy, quản lý toàn diện của Tư lệnh Quân chủng Hải quân nhằm thực hiện nhiệm vụ chiến đấu và sẵn sàng chiến đấu.

## Lịch sử
Ngày 24 tháng 1 năm 1959, Bộ Quốc phòng ra Nghị định số 320- NĐ thành lập Cục Hải quân trên cơ sở Cục Phòng thủ bờ bể. Cơ quan Cục Hải quân có năm phòng gồm: Phòng Tham mưu, Phòng Chính trị, Phòng Hậu cần, Phòng Công trình và Phòng Đo đạc biển. Phát triển từ Phòng Tham mưu (năm 1959), Cục Tham mưu (năm 1964), Bộ Tham mưu kiêm Quân khu Đông Bắc (năm 1967) và chính thức mang tên Bộ Tham mưu Hải quân từ năm 1970 đến nay.

## Chức năng
Bộ Tham mưu thuộc Quân chủng Hải quân có chức năng tham mưu cho Đảng ủy và Tư lệnh Quân chủng Hải quân chỉ đạo nghiệp vụ công tác tham mưu kỹ thuật hải quân trong Quân chủng. Chỉ huy, chỉ đạo, điều hành toàn diện công tác quân sự trong Quân chủng Hải quân gồmː tác chiến, tổ chức lực lượng, huấn luyện, thông tin, cơ yếu, kỹ thuật, xây dựng chính quy.

## Lãnh đạo hiện nay
- Tham mưu trưởng: Chuẩn Đô đốc Nguyễn Văn Bách, kiêm Phó Tư lệnh Quân chủng Hải quân [5]
- Phó Tham mưu trưởng: Chuẩn Đô đốc Hoàng Lương Ngọc (Bí thư Đảng ủy Bộ Tham mưu- nguyên Lữ đoàn trưởng Lữ đoàn Tàu ngầm 189)[6]
- Phó Tham mưu trưởng: Chuẩn đô đốc Nguyễn Thiên Quân (nguyên Tư lệnh Vùng 3)
- Phó Tham mưu trưởng: Đại tá Nguyễn Thịnh Tiệp (nguyên Phó Tư lệnh - Tham mưu trưởng Vùng 1)
- Phó Tham mưu trưởng: Đại tá Nguyễn Văn Đồng (nguyên Phó Tư lệnh - Tham mưu trưởng Vùng 3)

## Tổ chức Đảng
Từ năm 2006 thực hiện chế độ Chính ủy, Chính trị viên trong Quân đội. Tổ chức Đảng bộ của Bộ Tham mưu như sau:
- Đảng bộ Quân chủng Hải quân là cao nhất.
- Đảng bộ Bộ Tham mưu thuộc Đảng bộ Quân chủng Hải quân
- Đảng bộ các đơn vị trực thuộc Bộ Tham mưu (tương đương cấp Tiểu đoàn và Trung đoàn)
- Chi bộ các cơ quan đơn vị trực thuộc các đơn vị cơ sở (tương đương cấp Đại đội)

Ban Thường vụ của Bộ Tham mưu gồmː
- Bí thư Đảng ủy Bộ Tham mưuː Phó Tham mưu trưởng đảm nhiệm
- Phó Bí thư Đảng ủy Bộ Tham mưuː Tham mưu trưởng đảm nhiệm.
- Ủy viên Thường vụ Bộ Tham mưuː Thường là các Phó Tham mưu trưởng còn lại.

## Tổ chức chính quyền

### Cơ quan
- Phòng Chính trị
- Phòng Quân lực
- Phòng Tác chiến
- Phòng Thông tin
- Phòng Cơ yếu
- Phòng Bản đồ
- Phòng Radar
- Phòng Phòng không
- Phòng Công binh
- Phòng Đặc công
- Phòng Hóa học
- Phòng Pháo binh tên lửa
- Phòng Binh chủng
- Phòng Tàu ngầm[7]
- Phòng Cứu hộ cứu nạn
- Phòng Tác chiến Điện tử
- Phòng Bảo đảm hàng hải[8]
- Phòng Quân huấn
- Phòng Nhà trường
- Phòng Quân sự địa phương[9]
- Phòng Tiêu chuẩn - Đo lường - Chất lượng
- Phòng Hành chính
- Ban Công nghệ Thông tin
- Ban Kế hoạch - Tổng hợp
- Ban Tài chính

### Cơ sở
- Lữ đoàn thông tin 602[10]
- Tiểu đoàn hóa học 20[11]
- Đoàn Đo đạc, Biên vẽ Hải đồ và Nghiên cứu biển[12]
- Trung tâm 47 (trinh sát thông tin)[13]
- Trung tâm Xử lý tin, radar
- Trung tâm Quan trắc môi trường biển
- Trung tâm huấn luyện

## Khen thưởng
- Anh hùng Lực lượng Vũ trang nhân dân (2014)[14]

## Hệ thống cơ quan Tham mưu trong Quân đội
- Bộ Tổng Tham mưu thuộc Bộ Quốc phòng.
- Bộ Tham mưu thuộc các Quân khu, Quân đoàn, Quân chủng, Binh chủng, Tổng cục, Bộ đội Biên phòng, Cảnh sát biển, Học viện Quốc phòng, Bộ Tư lệnh Thủ đô Hà Nội, và tương đương.
- Phòng Tham mưu thuộc các Sư đoàn, Lữ đoàn, Vùng Cảnh sát biển, Bộ Chỉ huy quân sự tỉnh, thành phố trực thuộc Trung ương, Bộ chỉ huy Biên phòng tỉnh, thành phố trực thuộc Trung ương và tương đương.
- Ban Tham mưu thuộc các Trung đoàn, Ban chỉ huy quân sự quận, huyện, thị xã và tương đương.

## Phó Tư lệnh kiêm Tham mưu trưởng qua các thời kỳ
| STT | Họ tên Năm sinh-năm mất   | Thời gian đảm nhiệm | Cấp bậc tại nhiệm                                                    | Chức vụ cuối cùng                                            | Ghi chú                                          |
| --- | ------------------------- | ------------------- | -------------------------------------------------------------------- | ------------------------------------------------------------ | ------------------------------------------------ |
| 1   | Trần Thanh Từ             | 1964-1967           | Thượng tá (1959) Đại tá (1966) Trung tướng (1986)                    | Phó Chủ nhiệm Tổng cục Kỹ thuật                              | Tham mưu trưởng đầu tiên của Quân chủng Hải quân |
| 2   | Dũng Mã (1923-2002)       | 1967-1970           | Thượng tá (1966) Thiếu tướng (1984),                                 | Cục trưởng Cục Kế hoạch huấn luyện, Học viện Quân sự cao cấp | Huân chương Quân công hạng nhất                  |
| 3   | Đoàn Bá Khánh             | 1970-1970           | Thượng tá (1970) Chuẩn Đô đốc (1975)                                 | Tư lệnh Quân chủng Hải quân                                  |                                                  |
| 4   | Nguyễn Dưỡng              | 1970-1977           | Thượng tá (1970) Đại tá (1974) Chuẩn Đô đốc (1980)                   | Phó Tư lệnh Quân chủng Hải quân                              |                                                  |
| 5   | Hoàng Hữu Thái            | 1971-1990           | Thượng tá (1971) Đại tá (1977) Chuẩn đô đốc (1983) Phó đô đốc (1989) | Tư lệnh Quân chủng Hải quân                                  | Huân chương Quân công hạng nhất                  |
| 6   | Mai Xuân Vĩnh (1931-)     | 1982-1993           | Chuẩn đô đốc (1984) Phó Đô đốc (1994)                                | Tư lệnh Quân chủng Hải quân                                  |                                                  |
| 7   | Trương Tải                | 1993-1995           | Đại tá Thiếu tướng                                                   | Phó Cục trưởng Cục Tác chiến, BTTM                           |                                                  |
| 8   | Trần Quang Khuê (1950-)   | 1996-2000           | Đại tá Chuẩn đô đốc (2000) Trung tướng (2008)                        | Phó Tổng Tham mưu trưởng                                     |                                                  |
| 9   | Nguyễn Văn Hiến (1954-)   | 2000-2004           | Chuẩn Đô đốc (2000) Phó Đô đốc (2004) Đô đốc (2011)                  | Thứ trưởng Bộ quốc phòng                                     |                                                  |
| 10  | Phạm Ngọc Minh (1959-)    | 2005-2013           | Chuẩn đô đốc (2007) Phó Đô đốc (2012) Thượng tướng (2016)            | Phó Tổng Tham mưu trưởng (2013-2019)                         |                                                  |
| 11  | Phạm Hoài Nam (1967-)     | 2013-2015           | Chuẩn đô đốc (2014) Phó Đô đốc (2018) Thượng tướng (2021)            | Tư lệnh Quân chủng Hải quân                                  |                                                  |
| 12  | Phạm Xuân Điệp (1958-)    | 2015-2017           | Chuẩn đô đốc (2012)                                                  | Phó Tư lệnh Quân chủng Hải quân                              |                                                  |
| 13  | Nguyễn Trọng Bình (1965-) | 2017-2019           | Chuẩn đô đốc (2015)                                                  | Phó Tổng Tham mưu trưởng (2019-nay)                          |                                                  |
| 14  | Trần Thanh Nghiêm (1970-) | 2019-nay            | Chuẩn đô đốc (2019)                                                  |                                                              |                                                  |

## Phó Tham mưu trưởng qua các thời kỳ
- 1980-1982, Mai Xuân Vĩnh, Chuẩn Đô đốc, sau Phó Đô đốc, Tư lệnh Quân chủng[15]
- Đỗ Viết Cường, Chuẩn Đô đốc (2007)[16]
- Nguyễn Văn Kiệm, Chuẩn Đô đốc[17]
- Lê Mạnh Tiến, Đại tá[18]
- Lê Bá Sổ, Chuẩn Đô đốc[19]
- Đỗ Minh Thái, Chuẩn Đô đốc[20]
- Lê Xuân Thủy, Đại tá[21]
- Nguyễn Thế Tốt, Chuẩn Đô đốc (2019)[22]
- Trần Ngọc Quyết, Chuẩn Đô đốc[23]
- Hoàng Quang Hà, Đại tá[24]
- Đàm Xuân Tuấn, Đại tá[25]
- Nguyễn Anh Tuấn, Đại tá[26]
- Hoàng Minh Sơn, Đại tá[27]
- Bùi Ủy, Đại tá